# Wang Yuwei
Wang Yuwei (en chino: 王宇微; Hulun Buir, 16 de julio de 1991) es una deportista china que compite en remo.
Participó en dos Juegos Olímpicos de Verano, obteniendo una medalla de bronce en Tokio 2020, en la prueba de ocho con timonel, y el sexto lugar en Río de Janeiro 2016, en cuatro scull.

## Palmarés internacional
| Juegos Olímpicos | Juegos Olímpicos | Juegos Olímpicos  | Juegos Olímpicos |
| Año              | Lugar            | Medalla           | Prueba           |
| ---------------- | ---------------- | ----------------- | ---------------- |
| 2020             | Tokio (Japón)    | Medalla de bronce | Ocho con timonel |